# HMS Surprise (1796)
El HMS Surprise fue un navío de línea de sexta clase según la clasificación británica o fragata de la Royal Navy capturado a Francia, donde servía como corbeta de la clase Unité con el nombre de Unité. Fue el sexto buque de la Royal Navy en portar el nombre HMS Surprise.

## Historial

### Construcción
Fue diseñado por Pierre-Alexandre-Laurent Forfait, que estaba a cargo de su construcción en el puerto de El Havre. Fue botado el 16 de enero de 1794, y estaba armado con 24 cañones de ocho libras y 8 cañones de cuatro libras.

### Servicio en Francia
El Unité participó en la batalla del Glorioso primero de junio como escolta del Révolutionnaire, el cual había sido desarbolado y era remolcado por el Audacieux.

### Capturada por laRoyal Navy
Fue capturada el 20 de abril de 1796 en Annaba por el HMS Inconstant. Su comandante, el capitán de fragata Le Drézénec, convalecía por un ataque de viruela y estaba incapacitado para dirigir la resistencia.
La Unité fue rebautizada como HMS Surprise porque ya existía otro buque de origen francés con el mismo nombre en la armada. La Surprise fue re-clasificada por los británicos como un navío de línea de sexta clase de 28 cañones. Estaba en Jamaica en 1797 y arribaron a Plymouth para reajustarlo en enero de 1798. Tras una considerable presión por parte de su capitán, Edward Hamilton, fue rearmada con carronadas en lugar de cañones largos. Su armamento final estaba compuesto por veinticuatro carronadas de 32 libras en la cubierta superior, ocho obuses de 18 libras en el alcázar, así como dos obuses de 18 libras y dos cañones de 4 libras en el castillo de proa. También fue revestida con cobre para prevenir el deterioro excesivo por los teredos.

### Recaptura del HMSHermione
Ganó fama por la recuperación en 1799 del HMS Hermione. La tripulación del Hermione se había amotinado, y había entregado el buque a los españoles. El capitán Edward Hamilton del Surprise lideró una partida de abordaje para recuperar al Hermione, que se encontraba fondeado en Puerto Cabello, y, después de una acción excepcionalmente sangrienta, consigue huir con el barco navegando bajo el fuego español.

### Reparación en Sheerness
Fue reparada en los astilleros de Sheerness entre julio y agosto de 1801.

### Desguace
Fue vendida tras ser puesta fuera del servicio en Deptford, en febrero de 1802.

## LaSurpriseen la ficción

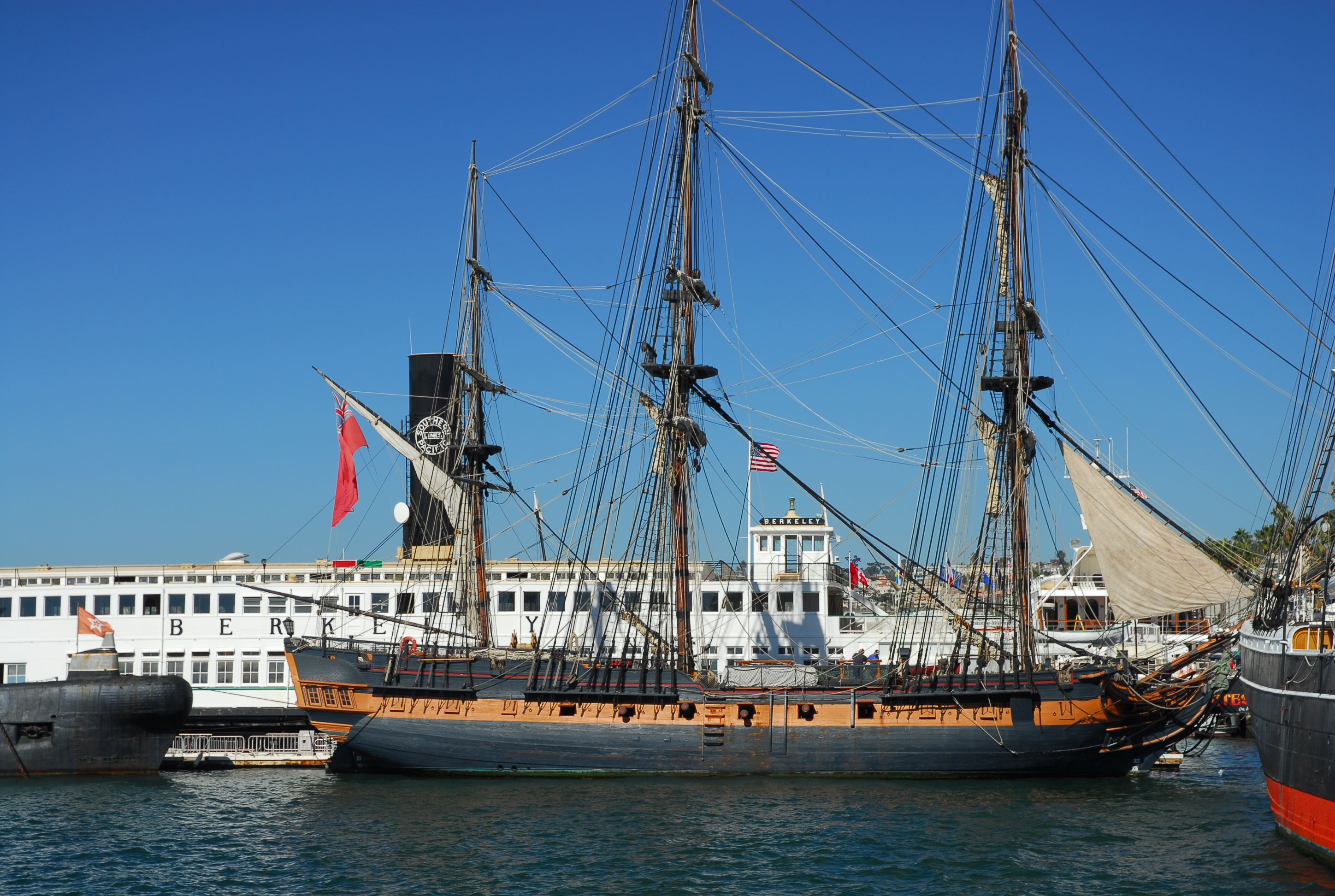
Réplica de la HMS Surprise en el Museo Marítimo de San Diego, basada en la HMS Rose y usada en la película Master and Commander.

La HMS Surprise fue el buque elegido por el autor Patrick O'Brian como fragata al mando del capitán Jack Aubrey «el Afortunado», en la mayor parte su serie de novelas Aubrey-Maturin. La fragata es uno de los primeros mandos de Aubrey como capitán de navío, y, finalmente, será la embarcación en la que enarbole su gallardete de almirante de la Royal Navy. La Surprise es un elemento importante de la serie, tanto por su importancia en la trama a lo largo de las novelas como a la vinculación emocional que se ha ganado entre los seguidores de la serie.
Para la película de 2003 Master and Commander: The Far Side of the World, basada en las novelas de O'Brian, el papel del HMS Surprise fue realizado por la réplica del HMS Rose, que fue adquirida por el estudio de cine, con modificaciones, para el papel. La película menciona cómo Aubrey había servido a bordo de la fragata como guardiamarina en 1785, lo cual es incorrecto, ya que la verdadera Surprise todavía no había sido puesta en servicio. En el libro HMS Surprise de O'Brian, Aubrey se menciona también como un guardiamarina a bordo de la Surprise, pero no indica una fecha para ese evento, aunque sigue siendo poco probable debido a la cronología de la serie.